# Caio Henrique Rodrigues dos Santos
Caio Henrique Rodrigues dos Santos (* 13. Juni  1993 in Paraná), auch bekannt als Caio oder Caio dos Santos, ist ein brasilianischer Fußballspieler.

## Karriere
Caio spielte von 2014 bis Juni 2018 für die unterklassigen deutschen Vereine TSG Lübbenau 63, FSV Einheit Ueckermünde, SG Burg und SpVgg Blau Weiß 90 Vetschau. Im Juli 2018 ging er nach Thailand, wo er im Seebad Pattaya einen Vertrag beim Viertligisten Esan D-Beach Aura Pattaya FC unterschrieb. Mit Pattaya spielte er in der Eastern Region der Liga. Bei dem Verein, der sich zu Beginn der Saison 2019 in Pattaya Discovery United FC umbenannte, stand er bis Mitte 2020 unter Vertrag. Im Juli 2020 wechselte er zum Drittligisten Maejo United FC. Mit dem Klub aus Chiangmai spielte er in der Northern Region der Liga. Nach zwei Spielzeiten unterschrieb er zu Beginn der Saison 2022/23 einen Vertrag beim Zweitligaabsteiger Khon Kaen FC. Mit dem Verein aus Khon Kaen spielte er 20-mal in der North/Eastern Region der dritten Liga. Im Sommer 2023 zog es ihn nach Kambodscha, wo er einen Vertrag beim Erstligisten National Defense Ministry FC in der Hauptstadt Phnom Penh unterschrieb. Nach 17 Ligaspielen wurde sein Vertrag im Sommer 2024 nicht verlängert.